# Hedysarum krylovii
Hedysarum krylovii är en ärtväxtart som beskrevs av Georgji Prokopievič Sumnevicz. Hedysarum krylovii ingår i släktet buskväpplingar, och familjen ärtväxter. Inga underarter finns listade i Catalogue of Life.